# Yankuba Minteh
Yankuba Minteh Moat (Bakau, 22 luglio 2004) è un calciatore gambiano, attaccante del Brighton e della nazionale gambiana.

## Carriera

### Club

#### Giovanili e il passaggio all'Odense
Yankuba Minteh ha iniziato la sua carriera allo Steve Biko in Gambia. Nell'estate 2022 si è trasferito al club danese dell'Odense. Ha fatto il suo esordio in Superligaen il 10 settembre 2022 in una vittoria per 2–1 contro il Copenaghen ed ha segnato il gol della vittoria dopo soli due minuti dal suo ingresso la posto di Franco Tongya.

#### Newcastle e prestito al Feyenoord
Il 12 giugno 2023 il club di Premier League del Newcastle Utd ha annunciato di aver raggiunto un accordo per l'acquisto di Minteh a partire dal 1 luglio 2023 per una cifra di circa 7 milioni di euro. Simultaneamente è stato annunciato il suo prestito ai campioni dell'Eredivisie del Feyenoord per la stagione 2023-24.
Il 13 dicembre 2023 segna il primo goal in Champions League nella sconfitta in trasferta contro il Celtic per 2-1. Il 7 Aprile 2024 segna una doppietta nella vittoria storica contro l'Ajax per 6-0 in Eredivisie,l'attaccante chiude poi la stagione con 10 goal e 6 assist in 27 presenze in campionato contribuendo al secondo posto in classifica del club olandese.
Il 21 aprile 2024 vince la coppa olandese nella sfida contro il Nec Nijmegen vinta per 1-0,una partita ricca di episodi sospesa 2 volte e con lo stesso Minteh che viene espulso per doppia ammonizione al 72'minuto di gioco.

#### Brighton
Il 30 giugno 2024 diventa ufficiale il passaggio al Brighton per più di 30 milioni di euro.

### Nazionale
Il 4 novembre 2022, ha ricevuto la prima convocazione con la nazionale maggiore gambiana per l'amichevoli contro la Guinea-Bissau. Realizza il suo primo gol con la selezione gambiana il 10 settembre 2023 nel pareggio per 2-2 contro la Rep. del Congo, in cui ha realizzato il secondo gol della sua squadra.

## Statistiche

### Presenze e reti nei club
Statistiche aggiornate al 10 aprile 2024.
| Stagione        | Squadra         | Campionato      | Campionato | Campionato | Coppe nazionali | Coppe nazionali | Coppe nazionali | Coppe continentali | Coppe continentali | Coppe continentali | Altre coppe | Altre coppe | Altre coppe | Totale | Totale | Totale |
| Stagione        | Squadra         | Comp            | Pres       | Reti       | Comp            | Pres            | Reti            | Comp               | Pres               | Reti               | Comp        | Pres        | Reti        | Pres   | Reti   |        |
| --------------- | --------------- | --------------- | ---------- | ---------- | --------------- | --------------- | --------------- | ------------------ | ------------------ | ------------------ | ----------- | ----------- | ----------- | ------ | ------ | ------ |
| 2022-2023       | Odense          | SL              | 17         | 4          | CD              | 0               | 0               |                    | -                  | -                  |             | -           | -           | 17     | 4      |        |
| 2023-2024       | Feyenoord       | ED              | 26         | 10         | CO              | 2               | 0               | UCL+ UCL           | 4+2                | 1+0                | SO          | 1           | 0           | 36     | 11     |        |
| Totale carriera | Totale carriera | Totale carriera | 43         | 14         |                 | 3               | 0               |                    | 6                  | 1                  |             | 1           | 0           | 53     | 15     |        |

### Cronologia presenze e reti in nazionale
| Cronologia completa delle presenze e delle reti in nazionale ― Gambia | Cronologia completa delle presenze e delle reti in nazionale ― Gambia | Cronologia completa delle presenze e delle reti in nazionale ― Gambia | Cronologia completa delle presenze e delle reti in nazionale ― Gambia | Cronologia completa delle presenze e delle reti in nazionale ― Gambia | Cronologia completa delle presenze e delle reti in nazionale ― Gambia | Cronologia completa delle presenze e delle reti in nazionale ― Gambia | Cronologia completa delle presenze e delle reti in nazionale ― Gambia |
| Data                                                                  | Città                                                                 | In casa                                                               | Risultato                                                             | Ospiti                                                                | Competizione                                                          | Reti                                                                  | Note                                                                  |
| --------------------------------------------------------------------- | --------------------------------------------------------------------- | --------------------------------------------------------------------- | --------------------------------------------------------------------- | --------------------------------------------------------------------- | --------------------------------------------------------------------- | --------------------------------------------------------------------- | --------------------------------------------------------------------- |
| 20-11-2022                                                            | Aksu                                                                  | Gambia                                                                | 0 – 0                                                                 | Guinea-Bissau                                                         | Amichevole                                                            | -                                                                     | 61’                                                                   |
| 10-9-2023                                                             | Marrakech                                                             | Gambia                                                                | 2 – 2                                                                 | Rep. del Congo                                                        | Qual. Coppa d'Africa 2023                                             | 1                                                                     | 46’                                                                   |
| 15-1-2024                                                             | Yamoussoukro                                                          | Senegal                                                               | 3 – 0                                                                 | Gambia                                                                | Coppa d'Africa 2023 - 1º turno                                        | -                                                                     | 83’                                                                   |
| 19-1-2024                                                             | Yamoussoukro                                                          | Guinea                                                                | 1 – 0                                                                 | Gambia                                                                | Coppa d'Africa 2023 - 1º turno                                        | -                                                                     | 62’                                                                   |
| 23-1-2024                                                             | Bouaké                                                                | Gambia                                                                | 2 – 3                                                                 | Camerun                                                               | Coppa d'Africa 2023 - 1º turno                                        | -                                                                     |                                                                       |
| 8-6-2024                                                              | Berkane                                                               | Gambia                                                                | 5 – 1                                                                 | Seychelles                                                            | Qual. Mondiali 2026                                                   | 1                                                                     | 79’                                                                   |
| 11-6-2024                                                             | Franceville                                                           | Gabon                                                                 | 3 – 2                                                                 | Gambia                                                                | Qual. Mondiali 2026                                                   | 1                                                                     |                                                                       |
| 4-9-2024                                                              | Iconi                                                                 | Comore                                                                | 1 – 1                                                                 | Gambia                                                                | Qual. Coppa d'Africa 2025                                             | -                                                                     | 63’                                                                   |
| 8-9-2024                                                              | Bakau                                                                 | Gambia                                                                | 1 – 2                                                                 | Tunisia                                                               | Qual. Coppa d'Africa 2025                                             | -                                                                     |                                                                       |
| 11-10-2024                                                            | Antananarivo                                                          | Madagascar                                                            | 1 – 1                                                                 | Gambia                                                                | Qual. Coppa d'Africa 2025                                             | 1                                                                     |                                                                       |
| 14-10-2024                                                            | El Jadida                                                             | Gambia                                                                | 1 – 0                                                                 | Madagascar                                                            | Qual. Coppa d'Africa 2025                                             | -                                                                     | 82’                                                                   |
| 15-11-2024                                                            | Berkane                                                               | Gambia                                                                | 1 – 2                                                                 | Comore                                                                | Qual. Coppa d'Africa 2025                                             | -                                                                     | 46’                                                                   |
| 18-11-2024                                                            | Radès                                                                 | Tunisia                                                               | 0 – 1                                                                 | Gambia                                                                | Qual. Coppa d'Africa 2025                                             | -                                                                     | 64’                                                                   |
| 20-3-2025                                                             | Abidjan                                                               | Gambia                                                                | 3 – 3                                                                 | Kenya                                                                 | Qual. Mondiali 2026                                                   | 1                                                                     |                                                                       |
| 24-3-2025                                                             | Abidjan                                                               | Costa d'Avorio                                                        | 1 – 0                                                                 | Gambia                                                                | Qual. Mondiali 2026                                                   | -                                                                     |                                                                       |
| Totale                                                                |                                                                       | Presenze                                                              | 15                                                                    |                                                                       | Reti                                                                  | 5                                                                     |                                                                       |

## Palmarès

### Club

#### Competizioni nazionali
- Coppa dei Paesi Bassi: 1

Feyenoord: 2023-2024